# Théorie des enchères

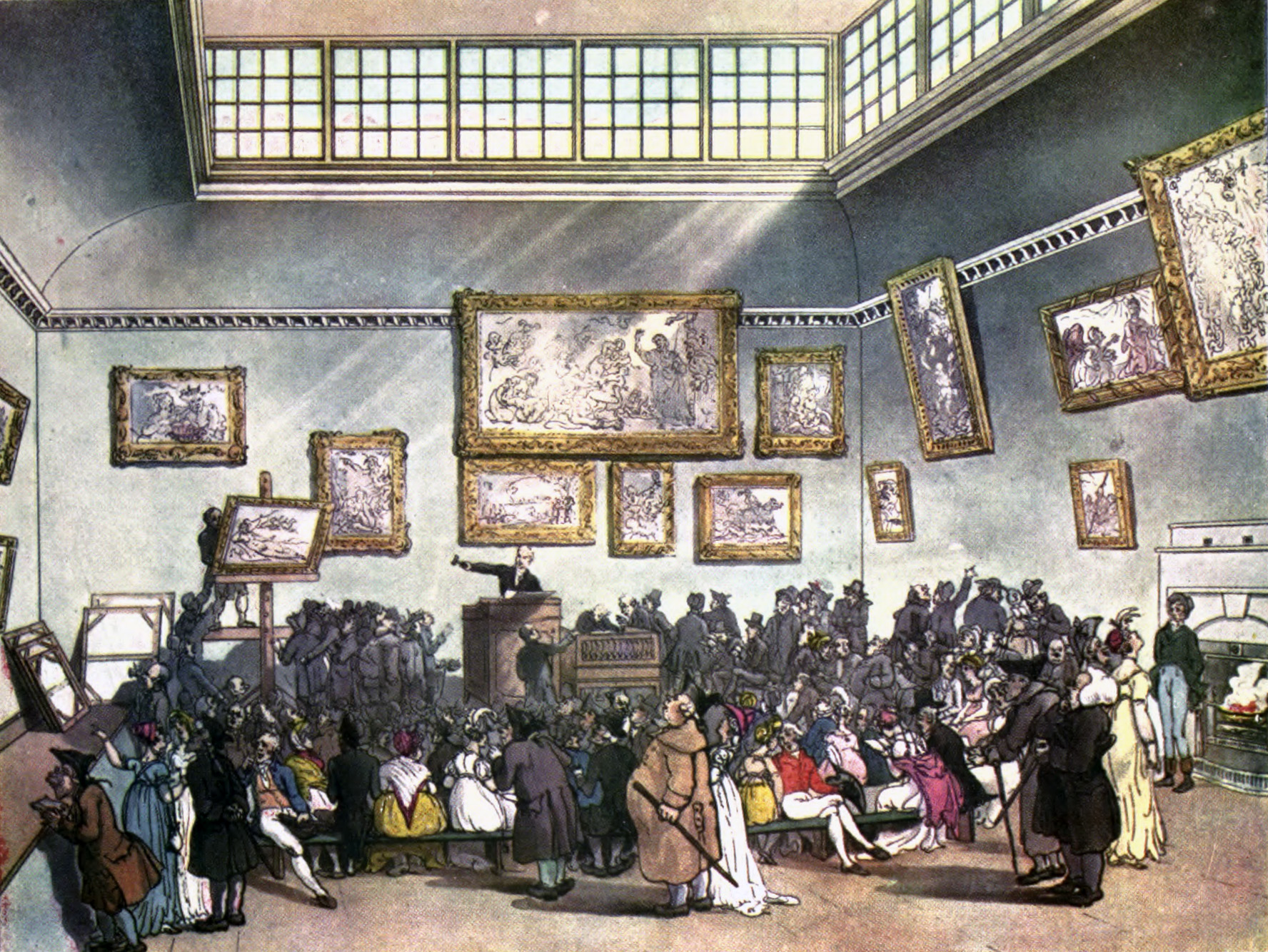
Illustration d'une enchère.

La théorie des enchères est l'analyse des mécanismes d'enchères au moyen des outils de la science économique et de la théorie des jeux. Elle examine ainsi les stratégies des différents agents économiques (le vendeur, les enchérisseurs, le concepteur de l'enchère elle-même) face aux différents types d'enchères, ainsi que les propriétés allocatives de ces enchères.
William Vickrey a introduit la description des enchères en termes de théorie des jeux en 1961 afin de formaliser les mécanismes d’enchères et de prendre en compte le comportement stratégique des agents ainsi que les interactions entre stratégies individuelles pour modéliser les mécanismes d’enchères.
L’analyse théorique des mécanismes d’enchères a non seulement permis d’identifier les équilibres stratégiques des jeux, mais elle a également conduit à mettre en place des procédures d’enchères sophistiquées assurant l’efficacité allocative (avec l’exemple de la conception des mécanismes d’enchères utilisés pour la vente de fréquence radio).

## L’apport de la théorie des jeux

### Modèle de Lawrence Friedman
Alors que les mécanismes existent depuis longtemps, la première conceptualisation des enchères est récente. En effet, ce n’est qu’en 1955 que l’Américain Lawrence Friedman (1956) développe la première thèse opérationnelle sur les mécanismes d’enchères .
À noter que ce travail fut réalisé dans le cadre de la vente des droits de forages pétroliers dans le Golfe du Mexique à des entreprises privées. Lors de cette vente, il s’agissait d’enchères « au premier prix sous pli fermé » : les offres ne sont pas rendues publiques et c’est l’offre la plus élevée qui remporte le ou les lots.
Dans ses travaux, Friedman cherche à rendre maximale « l’espérance de gain {\displaystyle E(g)} ». En d’autres termes, il cherche à maximiser la différence entre l’évaluation privée {\displaystyle v} d’un enchérisseur et le prix {\displaystyle b} que ce même enchérisseur est prêt à payer, {\displaystyle (v-b)}.
C’est à partir de cette différence que Friedman développe cette notion « d’espérance de gain {\displaystyle E(g)} » avec {\displaystyle E(g)=(v-b)*P(b)}; {\displaystyle P(b)} représente alors la probabilité que l’enchérisseur remporte l’enchère avec un prix b. Cette probabilité, bien qu’à priori inconnue, est en réalité approximable par des analyses statistiques des enchères passées où il est possible d’analyser les manières d’enchérir des concurrents. 
L’approximation de la fonction {\displaystyle P(b)} permet ensuite de déterminer la valeur de {\displaystyle b} telle que {\displaystyle E(g)=E(p)*P(b)=(v-b)*P(b)} soit maximale.
La théorie de Friedman fut largement utilisée, adaptée mais elle possède néanmoins une limite importante. En effet, elle suppose que les concurrents n’établissent pas de stratégie et que leurs futurs comportements, leurs futures façons d’enchérir sont déductibles de leurs actions passées

### Introduction de la théorie des jeux
Comme il l’a été déduit précédemment, la théorie pionnière de Friedman trouve ses limites dans la mesure où les stratégies des différents acteurs ne sont pas prises en compte. Or, il est évident que la conclusion d'une vente aux enchères dépend du comportement des différents individus et des jeux d'influence exercé tout au long de l'action. Comment prévoir, anticiper, déjouer, analyser ces comportements stratégiques qui, à première vue, semblent être peu intuitifs? C’est à ces nombreuses questions que tente de répondre la théorie des jeux : cette dernière « permet de formaliser le mécanisme des enchères, et même de prendre l'intuition en défaut » (Jacques Robert).
C’est en 1961 que William Vickrey introduit pour la première fois la théorie des jeux dans les mécanismes d’enchères. Son approche est nettement supérieure à celle proposée par Friedman. En effet, lorsqu’un enchérisseur décide de sa mise, il s’interroge sur le comportement de ses concurrents et chaque enchérisseur en fait de même. L’équilibre désigne alors le résultat de la confrontation de stratégies de mises qui constituent, pour chaque enchérisseur, la meilleure stratégie compte tenu de leurs anticipations sur la façon de miser et sur les évaluations privées de leurs concurrents. On reconnaît là le concept d’ « équilibre de Nash bayésien » (voir l'article concept de solution), équilibre permettant « d’émettre une conjecture sur la façon dont les enchérisseurs rationnels doivent miser lors d’une enchère » (Jean-Jacques Laffont).

#### Une méthode pour inciter à annoncer son "vrai" prix
Dans ce cadre, William Vickrey a analysé les propriétés de l’enchère au second prix dite « enchère de Vickrey » (c’est-à-dire l’enchère dans laquelle le « gagnant », émetteur de l’offre la plus élevée, paye le prix correspondant à la seconde meilleure offre). Le résultat de son travail est célèbre et a été repris et discuté par nombre de ses successeurs. Selon William Vickrey : quoi que fassent les autres « joueurs », un enchérisseur a toujours intérêt à émettre une offre d’un montant égal à son évaluation réelle de l’objet.
En effet, offrir un prix inférieur à sa disposition à payer diminue les chances qu’a l’enchérisseur de remporter les enchères sans accroître le gain qu’il réaliserait en cas de victoire (puisque le prix payé est indépendant du prix annoncé). Inversement, annoncer un prix supérieur à son évaluation privée accroît la probabilité de victoire mais expose l’enchérisseur à payer plus qu’il n’est disposé à le faire (et donc à « acheter à perte »). Ainsi, « dire la vérité » est une stratégie strictement dominante, c’est-à-dire une stratégie qui offre à l’enchérisseur des gains supérieurs aux autres stratégies, quel que soit le comportement adopté par les autres « joueurs ».

### Le théorème d’équivalence des revenus et ses limites
L’apport de la théorie des jeux dans les mécanismes d’enchères a donné naissance à un des théorèmes les plus importants de la théorie des enchères : le théorème d’équivalence des revenus.
Dans la lignée des travaux de William Vickrey, Myerson et Riley-Samuelson ont démontré en 1981 que les quatre enchères classiques définies ci-dessus sont équivalentes pour le vendeur et souvent optimales aussi bien pour les valeurs communes que pour les valeurs privées. Autrement dit, le vendeur n’a pas d’intérêt à choisir un mécanisme d’enchère plutôt qu’un autre. Cette équivalence des revenus n’est plausible que sous certaines hypothèses :
- Les joueurs sont neutres face au risque : ils accordent la même valeur au pari et à ses attentes.
- Les évaluations privées de chaque joueur sont tirées de la même distribution de probabilité : symétrie des joueurs.
- Les acheteurs disposent de la même information.
- Le prix d'adjudication, autrement dit la valeur de marché du bien, ne dépend que des prix d'offre individuelle.

Sous ces mêmes conditions d’information parfaite, la théorie des jeux démontre, également que :
- L'enchère hollandaise et l'enchère scellée au premier prix sont équivalentes du point de vue informationnel.
- L'enchère anglaise et l'enchère scellée au second prix sont également équivalentes du point de vue informationnel.
- Dans ce modèle totalement symétrique, les quatre procédures d'enchères assurent une allocation Pareto-optimale : le bien est attribué à celui qui en fera l'utilisation la plus efficace et qui le valorise le plus.
- Le revenu espéré du vendeur est une fonction croissante du nombre d'enchérisseurs.
- La rente du gagnant de l'enchère (c'est-à-dire la différence entre le prix d'offre le plus élevé et le second meilleur prix d'offre) est une fonction croissante de la variance des distributions d'évaluation.

Cependant, force est de constater que ces hypothèses « d’information parfaite » sont rarement transposables à la réalité ; cela implique que le choix d’une procédure optimale d’enchères est loin d’être un « faux problème » ; démonstration :
- L’aversion au risque : lors d’enchères au second prix et ascendantes, la stratégie optimale des joueurs reste inchangée (la valorisation réelle privée du bien). En ce qui concerne le premier prix, le joueur averse au risque joue plus agressivement. Il est donc profitable pour un vendeur neutre de procéder à une enchère au premier prix s’il fait face à des joueurs averses au risque. Ceci veut dire que les enchères de premier prix mènent à des prix plus élevés quand les joueurs (les acheteurs) sont averses au risque.
- La corrélation : Dans le cas où l’information privée des joueurs n’est pas indépendante des informations des autres joueurs, les enchères ascendantes (Myerson, 1981) génèrent des prix anticipés plus importants que les enchères fermées au second prix. Ces dernières, à leur tour, génèrent des prix anticipés plus élevés que les enchères fermées au premier prix. Aussi, si le vendeur dispose d’une information, l’optimal serait de la révéler aux joueurs pour augmenter le prix anticipé (en reliant la valeur de l’information au prix anticipé).
- La « malédiction du vainqueur » : en information incomplète et en valeur publique commune (non privée), le joueur sait qu’il est le gagnant quand il a le plus haut signal. Quand il ne peut prendre en compte les mauvaises nouvelles des autres signaux, le gagnant est susceptible de payer plus que l’objet en question ne vaut. Autrement dit, si l’on estime que la moyenne des estimations des joueurs reflète la vraie valeur de l’objet, alors le gagnant l’a sûrement surestimé puisqu’il a payé plus. En manière générale, la malédiction du vainqueur devient plus sévère lorsque le nombre des joueurs augmente. Pour éviter cette situation, les parties prenantes de l’enchère revoient leurs signaux à la baisse. Les exemples les plus connus de ce phénomène sont ceux de l’accordement des droits de forage « offshore » où il est difficile d’estimer la quantité des réserves de pétrole existantes. Il existe également un exemple plus récent illustrant ce concept de malédiction du vainqueur : les droits télévisuels du football français en 2004. Véritable feuilleton à rebondissement, TF1 a poussé Canal+ à débourser plus de 600 millions d’euros pour trois ans de retransmission. En véritable joueur de poker, le président de l’époque de TF1 Patrick Le Lay envoya des signaux démontrant son grand intérêt pour ces droits de retransmission. Lors du dépouillement des offres, TF1 avait « seulement » proposé 326 millions d’euros, offre que l’on pouvait considérer comme un « forfait de la part de Patrick Le Lay. Son objectif était vraisemblablement de faire payer un montant astronomique à Canal+ dans le but de le mettre dans une position de « malédiction du vainqueur » et ainsi le déstabiliser. Le choix du type d’enchères réalisé par la ligue de football professionnel (LFP), ne fut pas anodin : des enchères scellées au premier prix… De nombreux articles sont parus à ce sujet. Notons plus particulièrement celui de L’expansion du 21 décembre 2004.
- Les asymétries : les valeurs privées (signaux) des joueurs ne sont pas forcément tirées d’une distribution commune et il existe normalement des asymétries d’information entre joueurs. Souvent ces derniers n’attribuent pas la même valeur à l’objet. (Voir à ce sujet les pages 17 à 20 de l’article de Klemperer «Auction Theory: A Guide to the Literature »)
- La collusion est un phénomène qui distord le prix optimal et où quelques joueurs se mettent d’accord pour ne pas se dépasser et se surenchérir («Auction Theory: A Guide to the Literature », p. 25-26).
- Le coût d’entrée à une enchère et le nombre des joueurs aussi affectent le prix final de l’objet aux enchères («Auction Theory: A Guide to the Literature », p. 20-24).

L’apport de la théorie des jeux aux mécanismes d’enchères est donc indéniable et permet, dans une certaine mesure, de prévoir, d’anticiper, de déterminer la procédure d’enchères la plus pertinente : dans le cas d'un vendeur, il s'agira de la procédure maximisant son revenu espéré ; dans le cas d'un État soucieux du « bien-être social », il s'agira en général de la procédure qui conduira à l'attribution du bien à l'enchérisseur qui y accorde la plus grande valeur…
Dans le tableau ci-dessous, sont résumés, grâce à la théorie des jeux, les avantages et les inconvénients des différents mécanismes d’enchères selon que les « quatre hypothèses d’information parfaite » soient respectées ou non :
| Hypothèses | Mécanismes et Conséquences | Exemples pratiques |
| --- | --- | --- |
| Vendeur neutre face au risque et acheteurs présentant de l’aversion au risque.                                                                           | - Enchères hollandaises et scellées au premier prix assurent une meilleure espérance de revenu que les deux autres mécanismes. - La procédure optimale consiste à discriminer entre les acheteurs et à favoriser les « plus importants » : enchères scellées plus efficaces. - Prix final plus élevé si le vendeur ne divulgue pas le nombre d’acheteurs. | Dans le cas de ventes aux enchères d’œuvres d’art, un potentiel acheteur peut présenter de l’aversion au risque. En effet, il peut vouloir acquérir coûte que coûte une œuvre à n’importe quel prix même celui-ci dépasse largement son estimation : « effet coup de cœur ».                                          |
| Les évaluations des différents acheteurs sont corrélées.                                                                                                 | - Risque de « malédiction du vainqueur ». - Si les informations sont bien réparties parmi les acheteurs et que leur nombre tend vers l’infini : situation de concurrence pure et parfaite. - La rente espérée du vainqueur est une fonction croissante de l’information privée qu’il possède. - Enchères anglaises et scellées au 2nd prix assurent une meilleure espérance de revenu que les deux autres mécanismes si la corrélation des évaluations est positive. | Dans le cas de vente aux enchères de produits ordinaires (voiture, montre, …), il n’est pas rare que beaucoup d’informations circulent entre les différents acheteurs. Ceci est bien sûr risqué puisque ces informations peuvent être interprétées différemment et donc occasionner une « malédiction du vainqueur ». |
| Les acheteurs ne sont plus symétriques du point de vue de leurs croyances. Leurs évaluations ne sont plus issues de la même distribution de probabilité. | - Théorème d’équivalence des revenus invalidé pour les quatre procédures. - L’adjudication n’est pas nécessairement « Pareto-optimale ». - La procédure optimale est discriminatoire en prix et favorise les « petits enchérisseurs ». | L’exemple des concessions de pétrole est assez éloquent : chaque compagnie pétrolière a ses propres études, ses propres convictions sur la quantité de pétrole à l’intérieur d’un gisement… |
| L’adjudication du bien ne dépend pas seulement des prix d’offre.                                                                                         | - Risque de collusion donc prix de réserve indispensable. - Introduction de « royalties » pour éviter d’importantes pertes au vendeur et éviter tous risques d’aléa de moralité… | La mise aux enchères des licences UMTS, le spectre radio aux États-Unis… |

Source : adaptation de « Tarification et valorisation du spectre : la question des enchères », Claire Ancelin, Ministère Français de l’Économie, des Finances et de l’Industrie.

## Exemple: mise aux enchères des ondes hertziennes aux États-Unis
Aujourd’hui les directions générales, les directions de la stratégie des grands opérateurs des télécoms ou de l'électricité, ainsi que les autorités de régulation, utilisent la théorie des jeux pour simuler les comportements stratégiques dans les cas d'ouvertures de marché ou de rapprochements d'acteurs. Les jeux sont donc un outil formel de choix stratégiques dans ces secteurs oligopolistiques.
Le premier cas concret où la théorie des jeux a été utilisée comme outil pour la conception d’un mécanisme d’enchère fut en 1993 aux États-Unis lorsque le Congrès américain décida de vendre aux enchères des licences d'utilisation du spectre électromagnétique pour des services de communication personnelle. Des milliers de licences ont ainsi été mises en vente avec une couverture géographique et des plages de fréquence différentes mais non de manière traditionnelle.
Jusqu’à présent, les droits étaient attribués par tirage au sort. Cette fois-ci la vente aux enchères de ces licences exigeait que la FCC (Federal Communications Commission) mette en place un mécanisme permettant d'allouer ces licences aux enchérisseurs les plus intéressés. Sur les recommandations de plusieurs théoriciens dont Paul Milgrom et Robert Wilson de l'Université Stanford ainsi que Preston McAfee de Texas A&M University et John McMillan de l'Université de Californie à San Diego, la FCC a opté pour une conception nouvelle : une vente aux enchères ascendante et simultanée dans laquelle les enchères pour toutes les licences resteraient ouvertes tant que l'offre pour l'une de ces licences serait toujours active. Dans leur article « Analyzing the Airwaves » paru dans le Journal of Economics Perspectives, McAfee et McMillan ont mis en évidence que « la plus grande menace à l'efficacité de la vente dans ce contexte précis était l'existence de complémentarités entre les licences. Pour l'enchérisseur, la valeur de chaque licence individuelle dépendait dans une large mesure de l'obtention d'autres licences afin d'en regrouper plusieurs et de former une région cohérente. La vente aux enchères devait donc permettre une agrégation logique des licences afin qu'un enchérisseur ne fasse pas d'offre sur une licence faisant partie d'un tout pour découvrir ensuite qu'il avait obtenu une entité incohérente ayant beaucoup moins de valeur à ses yeux. » Le regroupement des licences était donc facilité par le fait que les offres et l'observation des offres étaient simultanées. Malgré tous ses avantages, ce type de vente aux enchères présentait un risque important de collusion entre des enchérisseurs concurrents. Pour éviter ce problème, l'identité de l'enchérisseur devait rester inconnue jusqu'à la conclusion de la vente mais l'enchérisseur pouvait encore trouver un moyen de signaler son intention pour s'assurer l'attribution de sa licence favorite à un prix minime (voir l'article des Echos : « La théorie des jeux en action : la mise aux enchères d'ondes hertziennes »). Ainsi certains participants ont utilisé les trois derniers chiffres significatifs des montants enchéris pour se communiquer les indicateurs géographiques (area codes) des régions qu’ils convoitaient respectivement.
L'approche par les jeux permet de simuler différents scénarios en identifiant les motivations individuelles de tous les joueurs dans chacune des conceptions de la vente aux enchères. Trois grands cas peuvent être simulés (voir l’article de la Tribune : « L’approche par les jeux éclaire les choix stratégiques ») :
- pour un premier entrant (ou un monopole historique), une approche par les jeux sert à arbitrer entre les stratégies de coopération ou d'éviction et à déterminer les stratégies de barrières à mettre en place ;
- pour les nouveaux entrants, elle permet de comprendre les règles du jeu du marché pour mieux les détourner ;
- pour tous les acteurs d'un marché oligopolistique, elle sert à prendre position sur les stratégies de coopération essentiellement liées au prix.

La théorie des jeux a joué un rôle important dans la conception à la fois du mécanisme utilisé en permettant aux conseils et organisateurs de comprendre l'impact des règles du jeu sur le comportement des acteurs et dans le conseil aux enchérisseurs sur les meilleures stratégies.
Nous conclurons avec les propos de McAfee et McMillan dans l'article précité : « Le rôle de la théorie est de refléter le comportement des personnes dans diverses circonstances et d'identifier les compromis découlant de la modification de ces circonstances. »
 (octobre 2007).